# Церковь Святого Павла (Берн)
Церковь Святого Павла (нем. Pauluskirche) — протестантская церковь в районе Лангштрассе города Берн, расположенная по адресу улица Фрайштрассе, дом 8. Храм, построенный по проекту Карла Мозера, относится к культурному достоянию общегосударственного (федеративного) значения (№ 720) — считается ключевой церковью в стиле модерн в Швейцарии. Была заложена в 1902 году; построена в 1905.